# Винтер, Ханс
Ханс Валтер Винтер (нидерл. Hans Walter Winter; 11 февраля 1928, Хемстеде — 11 марта 2018) — нидерландский футболист, игравший на позиции нападающего. Наиболее известен как игрок клуба ХФК, в составе которого сыграл 206 матчей в рамках чемпионата и забил 86 голов. Выступал также за команды «Аякс» и «Гоу Эхед».
Брат-близнец Хейна Винтера, рекордсмена клуба ХФК по сыгранным матчам.

## Клубная карьера
Ханс Винтер начинал играть в футбол в детстве вместе с братом-близнецом Хейном. Братья Винтеры играли в футбол на улице Мейндерт Хоббемастрат в Хемстеде и были главными организаторами всех видов соревнований, в самых разнообразных играх с мячом. В апреле 1939 года братья присоединились к местному клубу ХФК — выступая за молодёжный состав, Ханс был капитаном команды, а также выполнял роль футбольного судьи. Помимо футбола, с 1944 года братья играли в крикет за команду «Род эн Вит» из Харлема. В первом составе ХФК Ханс дебютировал в 1945 году, когда команда выступала в третьем классе Нидерландов, в сезоне 1945/46 нападающий сыграл 20 матчей, а ХФК занял второе место в третьем классе. За десять лет Винтер сыграл 173 матча в рамках чемпионата, в последнем сезоне 1954/55 принял участие в 16 играх.
В середине апреля 1955 года появилась информация, что Ханс со следующего сезона будет выступать за «Аякс». Тем не менее уже спустя три недели он дебютировал за амстердамский клуб, сыграв 8 мая в чемпионате Нидерландов против команды ЕВВ. До конца сезона Винтер принял участие в 9 встречах чемпионата, но забитыми голами не отметился. В начале нового сезона «Аяксу» пришлось выплатить ХФК сумму в размере 3000 гульденов за переход нападающего в соответствии с регламентом Футбольного союза Нидерландов. В сезоне 1955/56 он сыграл только в 4 матчах чемпионата, а летом 1956 года был выставлен на трансфер.
В начале августа 1956 года было объявлено о переходе Винтера в «Гоу Эхед» из Девентера, он стал третьим новичком клуба после Йопа Бюттера и Вилли Моса. Спустя сезон вернулся обратно в ХФК, где отыграл ещё два сезона. После завершения игровой карьеры стал судьёй, обслуживал матчи на любительском уровне.

## Личная жизнь
Ханс родился в феврале 1928 года в городе Хемстеде вместе со своим братом-близнецом, которого звали Карл Хейнц. Отец — Эрнст Винтер, мать — Клара Эльзе Балак; родители поженились в августе 1923 года в немецком городе Губен, а в июне 1925 года у них родилась дочь. В марте 1942 года их родители развелись. Брат-близнец Ханса умер в июне 2013 года в возрасте 85 лет.
Был женат на Эдуарде (Эду) Вет, родившейся в ноябре 1930 года в Зандаме. В августе 2013 года его супруга умерла в возрасте 82 лет.
Умер 11 марта 2018 года в возрасте 90 лет.